# Ascobolus asininus
Ascobolus asininus är en svampart som beskrevs av Cooke & Massee 1893. Ascobolus asininus ingår i släktet Ascobolus och familjen Ascobolaceae.   Inga underarter finns listade i Catalogue of Life.